# 片山明

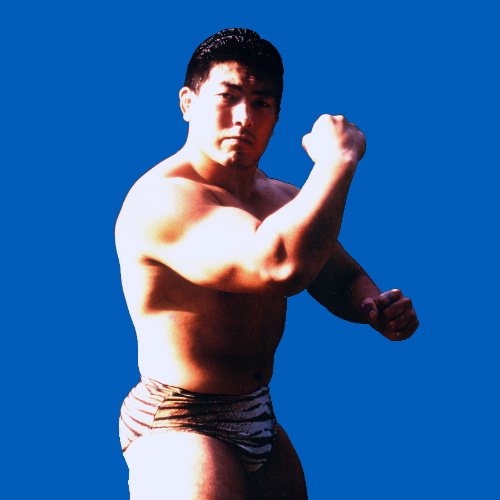

片山 明（かたやま あきら、1964年7月12日 - ）は、新日本プロレス、SWSに所属したプロレスラー。

## 略歴
- 岡山県立東岡山工業高等学校卒業後、1985年に新日本プロレスに入門。同期には大矢剛功がいる。
- 新日本時代は主に前座戦線で活躍したが、1987年に両肘を手術し、1988年左肩を手術。1989年、左肩を再手術し夏には左肩を再々手術しており、年末に左ヒザの内側靱帯を負傷する。1990年3月に新日本プロレスを退団した。
- 同年11月10日、SWSに入団して復帰。ジョージ高野らが在籍する道場「パライストラ」所属となり、1991年10月に行われた「SWSジュニアヘビー級王座争奪戦日本代表決定リーグ戦」に参加するなど、ジュニアヘビー級戦線で活躍した。
- しかし1992年1月5日、大阪府立体育会館での試合中に場外へのトペ・スイシーダを失敗し、首を強打してしまう。症状の方は重く、第4頸椎脱臼骨折により半身不随の重傷を負った。同年6月のSWS消滅以降も、復帰する事が出来ずに事実上の引退となった。この重傷により片山の現役生活は5年余りで終わっている。

## 近況、エピソード
- 2012年、宝島文庫の『元・新日本プロレス』においてインタビューを受け「本来、怪我をしてしまった自分がインタビューを受けるか否か迷った」「『プロレスラーは夢と希望を売る職業』であり、怪我をしても『何事も無かったように試合が出来る』のがプロレスラーです」と語っている。
- 今回のインタビューを受けるか否か迷ったが、同期であり今でも友人関係である大矢剛功が一緒に来るという事もあり「語る気になった」という。
- 思い出話として、元々新日本プロレス時代からトペ・スイシーダを得意にしていた事で「地方の試合の時、田中リングアナに「ロケット片山～」とコールされた時もあった」と語っている。
- 試合で得意のトペ・スイシーダを失敗した事を「一言で言うなら、練習不足。自業自得ですよ」と、事故を正面から受け止めてレスラーとしての未熟さを自ら指摘している。
- SWSは「怪我をして試合が出来なくなっても、大変良くして貰いました」とインタビューで語っている。
- 現在は車椅子を使用している関係で、リハビリ施設での生活をしているものの「『レスラーを引退』しているわけではない」とも発言しており、リハビリ施設の医師に相談し「動かせる所があるから鍛えたい」と許可をもらい、施設のサンドバッグに頭突きの訓練を繰り返していると語った。
- 友人である大矢が比較的近所に住んでいることもあって、首を鍛えるレスラートレーニングの協力を依頼。現役時代同様に行っている旨を語っている。
- インタビュアーが「彼の本来の小顔が、首の太さで益々小顔に見えますね」というほど首を鍛え上げている。
- まだ体が奇跡的に回復する様な事が出来るのがプロレスラーである、という『超人』をレスラーとして考えている事もあって「体が回復したらリングに上がりたいと思ってますね」とも語っている。
- 文庫本には、片山が施設で頭突きのトレーニングに励む写真なども掲載されている。
- 結婚してすぐに怪我をしてしまい、奥さんには「支えて貰ってるので、とても感謝しています」と語っており、体が動かなくても「俺は元気ですから！」と、プロレスファンにメッセージを送っている。
- 2019年2月15日、大阪で開催された「マサ斎藤追悼試合」に来場し、新日本プロレスで同期であり数か月で退団した元練習生の一夜限りのデビュー戦を、リングサイドで車椅子で観戦した[1]。

## 得意技
- 片山ロケット（トペ・スイシーダ）
- ドロップキック
- ジャーマン・スープレックスホールド